# Sceliodes cordalis
Sceliodes cordalis är en fjärilsart som beskrevs av Doubleday 1843. Sceliodes cordalis ingår i släktet Sceliodes och familjen Crambidae. Inga underarter finns listade i Catalogue of Life.

## Bildgalleri

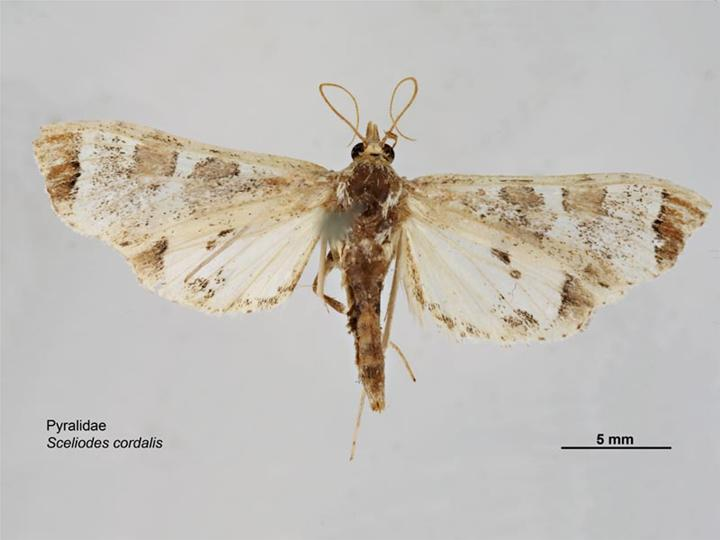
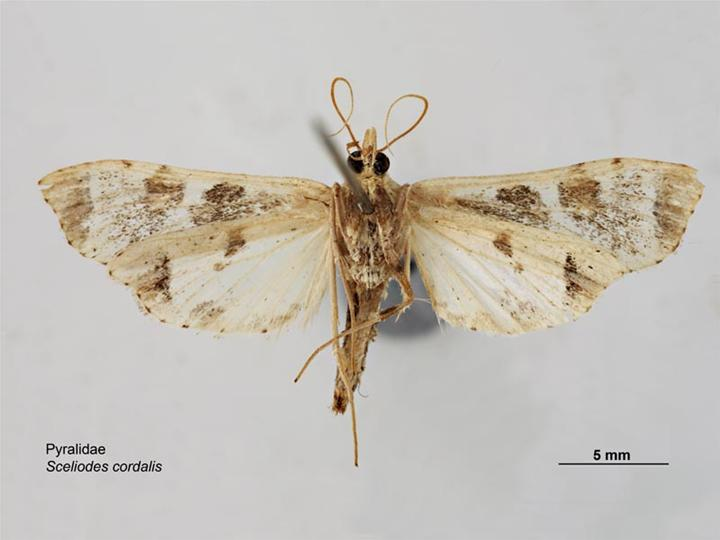
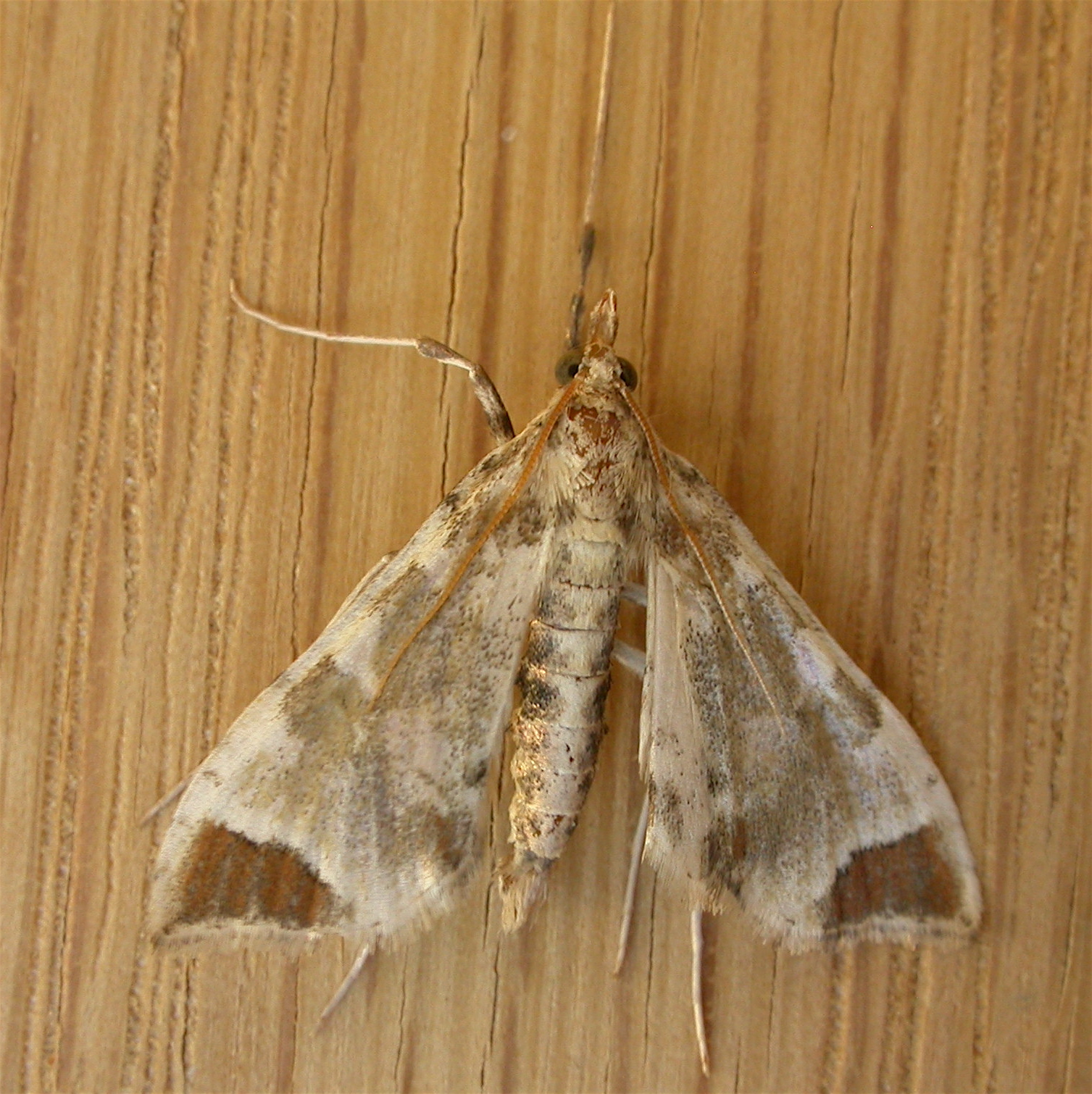
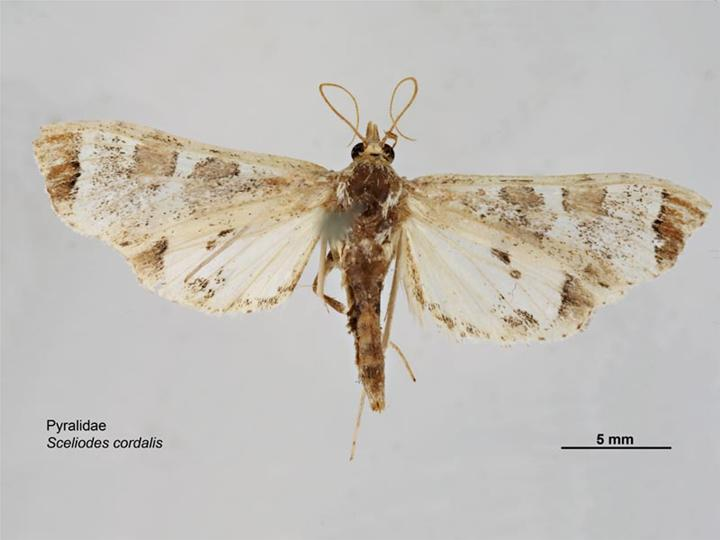
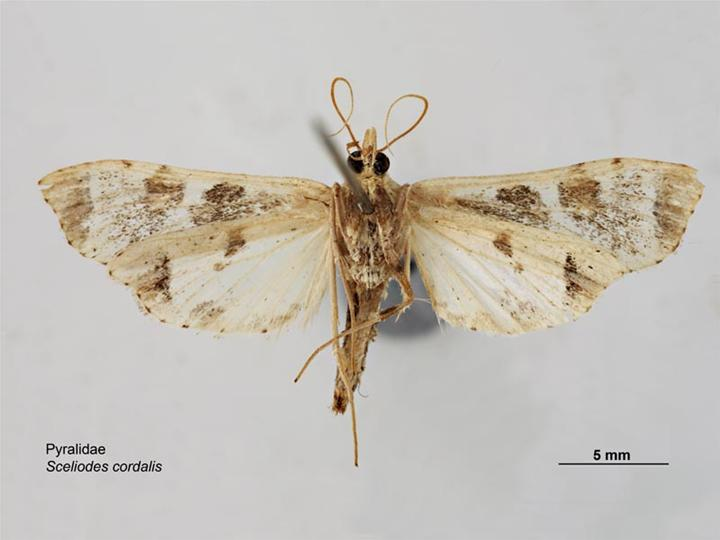